# Масштабируемый интерфейс пользователя
Масштабируемый интерфейс пользователя (англ. zooming user interface или zoomable user interface, сокр. ZUI)) — графический интерфейс пользователя, где рабочее пространство представляет собой большую или неограниченную плоскость, на которой расположены основные элементы, свойства и содержимое которых становятся доступны по мере их «приближения» путём увеличения. Дальнейшее приближение содержимого делает доступным более глубокие уровни.
Таким образом, например, маленькая кнопка может иметь на себе, помимо основной надписи или значка, ещё и целую инструкцию по применению, которую может быть не видно при размере кнопки в 1 сантиметр, но которую можно с лёгкостью прочитать, если увеличить изображение кнопки.